# Hundorp
Hundorp è un centro abitato della Norvegia, situato nella municipalità di Sør-Fron, nella contea di Innlandet. È il centro amministrativo del comune.
A Hundorp si trova la chiesa di Sør-Fron a pianta ottagonale e risalente al 1792.